# Svatá Ludmila (oratorium)

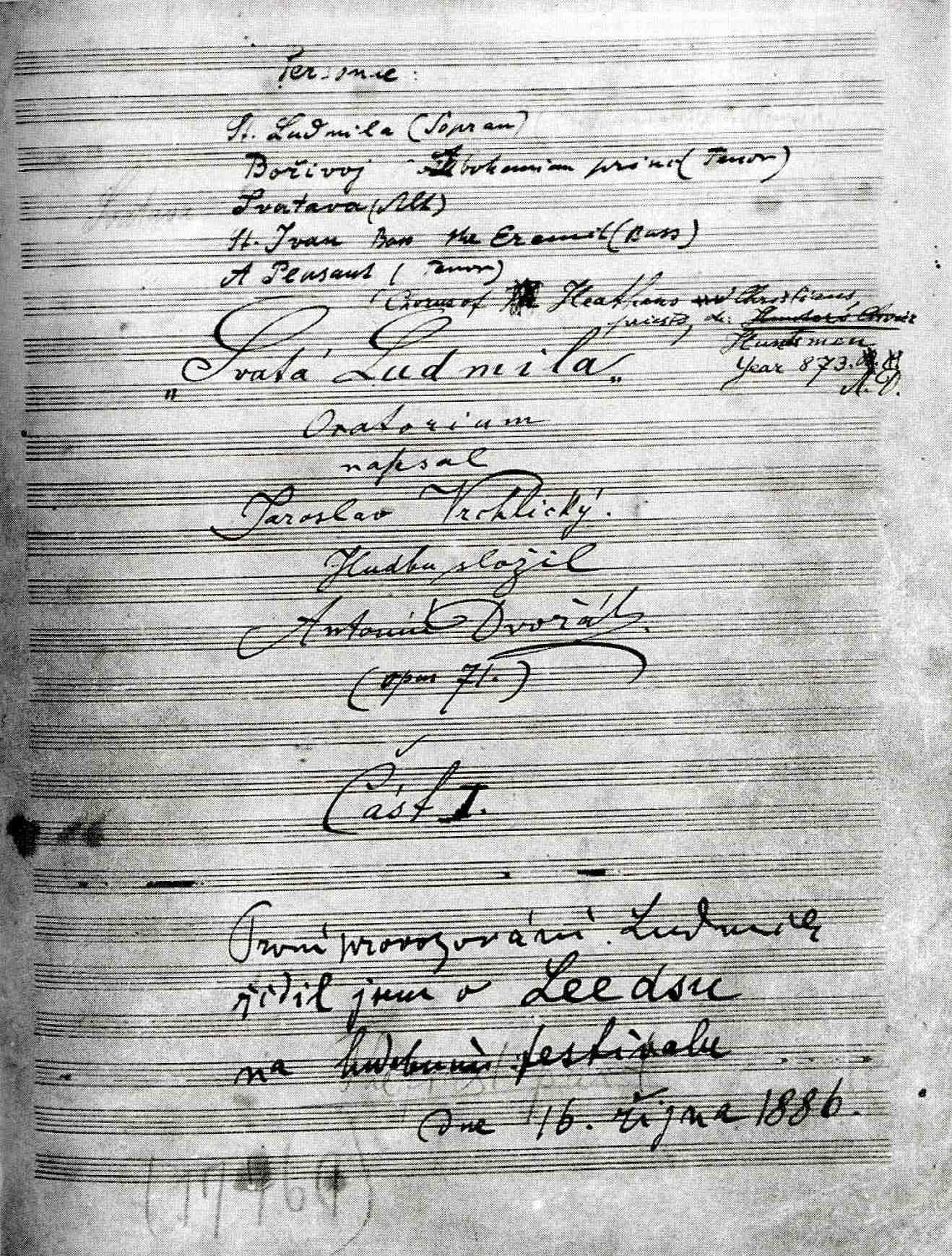
Titulní strana Dvořákova rukopisu Svaté Ludmily

Svatá Ludmila je oratorium pro sóla, sbor a orchestr, Op. 71, které napsal Antonín Dvořák v období od 17. září 1885 do 30. května 1886 na český text Jaroslava Vrchlického. Je v pořadí třetím Dvořákovým oratorním dílem.

## Historie
Poprvé bylo oratorium Svatá Ludmila uvedeno na hudebním festivalu v Leedsu 15. října 1886 pod vedením samotného autora. Publikem bylo přijato vstřícně, avšak odborná veřejnost kritizovala zejména přílišnou délku díla, libreto s problematickým překladem přes němčinu do angličtiny a český námět, anglickému publiku poněkud vzdálený. Další dvě představení, pro něž Dvořák skladbu výrazně zkrátil, proběhla v Londýně 29. října a 6. listopadu 1886. V Praze byla uvedena poprvé 25. února 1887 koncertně v Národním divadle, přičemž orchestr řídil opět sám skladatel.
Roku 1895 a ve větším rozsahu pak opět roku 1901 byla Svatá Ludmila podrobena úpravám pro scénické provedení jako „duchovní opera ve třech odděleních“ v rámci série Dvořákových děl uváděných k jeho 60. narozeninám. Libreto pro tento účel upravil Václav Juda Novotný. Scénickou premiéru měla Svatá Ludmila v Národním divadle 30. října 1901 (dirigent Karel Kovařovic, Ludmilu zpívala Růžena Maturová), do roku 1904 byla dávána celkem sedmkrát. Znovu ji zde uvedl Otakar Ostrčil ke 30. výročí Dvořákovy smrti (osm představení v letech 1934–1935). Obvykle však bývá prováděna v koncertní podobě. Sám Dvořák také zřetelně vyznačil části, které je možné vynechat, což bylo následně více či méně respektováno při dalších uvedeních.
V Burghauserově katalogu je Svatá Ludmila vedena pod číslem 144.

## Obsah díla
Námět oratoria pojednává o období z raných českých dějin, kdy pohanství bylo střídáno křesťanstvím. Libreto sestává ze tří částí: Na nádvoří hradu mělnického, V lesích berounských, V chrámu velehradském. V první části přichází na Ludmilin hrad v Mělníku poustevník Ivan, který přesvědčuje pohanský lid o jediném Bohu. Ve druhé části Ivana vyhledá kněžna Ludmila, která se chce nechat pokřtít. Také dojde k setkání s Bořivojem, který se do Ludmily zamiluje a je ochoten přistoupit na křesťanství, pokud ji tím získá za ženu. V třetí části probíhá obřad na Velehradě, kde Ludmila s Bořivojem přijímají křest od biskupa Metoděje.
V oratoriu se střídají pasáže dramatické s lyrickými, velkolepé s intimními. Kromě sólových hlasů se výrazně uplatňuje sbor. V závěru díla Dvořák zhudebnil historický chorál Hospodine pomiluj ny, který zahajuje třetí část v podobě slavnostního pochodu a zakončuje celé oratorium jako velkolepá fuga.

### Postavy
| Postava                  | Hlas        | Obsazení při premiéře 15. 10. 1886 |
| ------------------------ | ----------- | ---------------------------------- |
| Svatá Ludmila            | soprán      | Emma Albani                        |
| Svatava, její společnice | mezzosoprán | Janet Monach Patey                 |
| Bořivoj                  | tenor       | Edward Lloyd                       |
| Rolník                   | tenor       |                                    |
| Svatý Ivan               | bas         | Charles Santley                    |

### Struktura
I. část – Na nádvoří hradu mělnického
1. Introduzione e coro (Tmy vrátily se v skrýše skal a lesů)
2. Recitativo — tenore solo (Vesno smavá, Vesno snivá)
3. Coro (Květy, jimiž Vesna vábí)
4. Coro (Svaté jitro jest)
5. Coro (Tříhav, který patří trojí tváří)
6. Recitativo — soprano solo (Mé srdce chví se tlukem bouřným dnes)
7. Aria — soprano solo (Od dětství ku oltáři mne vodil svatý cit)
8. Coro (Vždyť bozi s námi jsou, kam bludný krok se šine)
9. Tenore solo (Sem rychle Vesny květ, ať sochu ověnčíme)
10. Coro (Ký v pozadí to hluk?)
11. Aria (basso solo) e coro (Do prachu s vámi! Jeden jest Bůh!)
12. Coro (Kdo onen muž, jejž nestih's nebe blesk?)
13. Aria — soprano solo (Ó dovol abych zlíbat směla tvých nohou prach)
14. Recitativo — basso solo (Vstup v nitro své, mým domem není země)
15. Coro (Vše láme se a bortí v chaos tmavý)

II. část – V lesích berounských
1. Introduzion, recitativo ed aria alto solo (Ó, v jaké šeré lesní stíny)
2. Duetto — soprano ed alto solo (Teď ptám se tě: co najít chceš?)
3. Aria — basso solo (Já neklamal se, buď vítána, dcero!)
4. Recitativo — soprano solo (Ó dopřej, ať se v pokoře dál cvičím) attaca
5. Terzetto — soprano, alto e basso solo (Tam Kristův kříž!)
6. Terzetto — (soprano, alto e basso solo) e coro (Vesele hvozdem, vesele polem)
7. Tenore solo e coro (Ó jaký obraz oku mému se v stínu lesním otvírá!)
8. Recitativo — basso solo (Já bludné duše světlu vracím)
9. Coro (Ó neklamu se, chápu juž)
10. Recitativo — tenore e basso solo (Ach, ona, po níž srdce moje prahne)
11. Aria — tenore solo (Ó, cestu ukaž mi, jak jí mám dobýt)
12. Recitativo — soprano solo (Ó, kterak mohu zvednout k tobě zraku)
13. Coro (Ó běda, nechce slyšet jeho lkání!)
14. Recitativo — tenore e basso solo (Jak z krásného snu náhle procitlý)
15. Quartetto e cori (Já hledala jsem září toho jitra)

III. část – V chrámu velehradském
1. Introduzione e coro (Hospodine, pomiluj ny!)
2. Recitativo — tenore e basso solo (Nuž přistupte, mnou víře vyučení)
3. Duetto — soprano e tenore solo (Ó, nech juž skanout nad našimi čely)
4. Recitativo — soprano e basso solo (U cíle stojím snahy své a tužby)
5. Basso solo e coro (Duchu svatý, sestup v nachu)
6. Alto e basso solo e coro (Ó zněte, písně, zněte k nebes báni)
7. Soli e choro (Hospodine, pomiluj ny!)

## Nahrávky
- Václav Smetáček a FOK, Eva Zikmundová (Ludmila), Věra Soukupová (Svatava), Beno Blachut (Bořivoj), Vladimír Krejčík (rolník), Richard Novák (Ivan), Pražský filharmonický sbor, sbormistr: Josef Veselka (nahráno 1963, Supraphon, LP 1964, CD 1994)[2][3]
- Václav Smetáček a SOČR, Daniela Šounová-Brouková (Ludmila), Drahomíra Drobková (Svatava), Leo Marian Vodička (Bořivoj), Lubomír Vraspír (rolník), Antonín Švorc (Ivan), Pěvecký sbor Čs. rozhlasu, Dětský sbor Čs. rozhlasu (nahráno 1984, Praga, CD 1994)[4]
- Gerd Albrecht a WDR Sinfonieorchester Köln, Lívia Ághová (Ludmila), Michelle Breedt (Svatava), Piotr Beczała (Bořivoj), Luděk Vele (Ivan), WDR Rundfunkchor Köln, Pražský komorní sbor (nahráno 1999, Orfeo, CD 2000)[5]
- Jiří Bělohlávek a Česká filharmonie, Eva Urbanová (Ludmila), Bernarda Fink (Svatava), Stanislav Matis, Aleš Briscein, Peter Mikuláš (Ivan), Pražský filharmonický sbor, Bambini di Praga (nahráno 2004, Arco Diva, CD 2005)[6][7]
- 2018 Česká filharmonie, dirigent: Jakub Hrůša, zpívají: Kateřina Kněžíková (soprán), Alena Kropáčková (mezzosoprán), Richard Samek (tenor), Jozef Benci (bas), Ondřej Koplík (tenor) a Pražský filharmonický sbor, sbormistr Lukáš Vasilek. Záznam z festivalu Dvořákova Praha 2018[8] (videozáznam dostupný na iVysílání ČT[p 1]).

### Poznámnky
1. ↑  Na webu bude dostupné do 15. 3. 2019